# Tour du Loir-et-Cher 2023
Il Tour du Loir-et-Cher 2023, sessantaduesima edizione della corsa e valida come prova del circuito UCI Europe Tour 2023 categoria 2.2, si svolse in cinque tappe dal 12 al 16 aprile su un percorso di 782 km, con partenza e arrivo a Blois, in Francia. La vittoria fu appannaggio dell'olandese Tim Marsman, il quale completò il percorso in 17h42'24", alla media di 46,657 km/h, precedendo il britannico Callum Macleod ed il belga Warre Langheluwe.
Sul traguardo di Blois 108 ciclisti, su 155 partenti, portarono a termine la competizione.

## Tappe
| Tappa  | Data      | Percorso                              | km    | Vincitore di tappa | Leader cl. generale |
| ------ | --------- | ------------------------------------- | ----- | ------------------ | ------------------- |
| 1ª     | 12 aprile | Blois > Chailles                      | 146   | Tim Marsman        | Tim Marsman         |
| 2ª     | 13 aprile | Sassay > Selommes                     | 163,5 | Jarne Van De Paar  | Tim Marsman         |
| 3ª     | 14 aprile | Fréteval > Vendôme                    | 178   | Jakob Söderqvist   | Tim Marsman         |
| 4ª     | 15 aprile | Vernou-en-Sologne > Vernou-en-Sologne | 197   | Jesper Rasch       | Tim Marsman         |
| 5ª     | 16 aprile | Blois > Blois                         | 97,5  | Jasper Dejaegher   | Tim Marsman         |
| Totale | Totale    | Totale                                | 782   |                    |                     |

## Squadre partecipanti
| N.      | Cod. | Squadra                      |
| ------- | ---- | ---------------------------- |
| 1-6     | EKA  | Elkov-Kasper                 |
| 11-16   |      | AVC Aix-en-Provence          |
| 21-26   | CRT  | Circus-ReUz-Technord         |
| 31-36   |      | Cre'Actuel-Marie Morin-U 22  |
| 41-46   |      | VC Pays de Loudéac           |
| 51-56   |      | VC Rouen 76                  |
| 61-66   | SQD  | Soudal Quick-Step Devo Team  |
| 71-76   |      | AG2R Citroën U23 Team        |
| 81-86   |      | Vendée U Pays de la Loire    |
| 91-96   | LDD  | Lotto Dstny Development Team |
| 101-106 | SPC  | Saint Piran                  |
| 111-116 | SWE  | Svezia                       |
| 121-126 | PUS  | P&S Benotti                  |

| N.      | Cod. | Squadra                      |
| ------- | ---- | ---------------------------- |
| 131-136 | MET  | Metec-Solarwatt p/b Mantel   |
| 141-146 | TCQ  | Team ColoQuick               |
| 151-156 | ABC  | Abloc CT                     |
| 161-166 | MSP  | HRE Mazowske Serce Polski    |
| 171-176 | TAT  | Tartu2024 Cycling Team       |
| 181-186 | TCR  | Team Coop-Repsol             |
| 191-196 | BEB  | Bolton Equities Black Spoke  |
| 201-206 | EPR  | Epronex-Hungary Cycling Team |
| 211-216 | KCC  | Kaunas Cycling Team          |
| 221-226 | VWE  | VolkerWessels Cycling Team   |
| 231-236 | VBG  | Team Vorarlberg              |
| 241-246 | TEC  | Team Ecoflo Chronos          |
| 251-256 |      | Guidon Chalettois            |

## Dettagli delle tappe

### 1ª tappa
- 12 aprile: Blois > Chailles – 146 km

Risultati
| Pos. | Corridore      | Squadra   | Tempo    |
| ---- | -------------- | --------- | -------- |
| 1    | Tim Marsman    | Metec     | 3h30'42" |
| 2    | Alekss Krasts  | Tartu2024 | s.t.     |
| 3    | Callum Macleod | Abloc CT  | a 2"     |

| Pos. | Corridore      | Squadra   | Tempo    |
| ---- | -------------- | --------- | -------- |
| 1    | Tim Marsman    | Metec     | 3h30'28" |
| 2    | Alekss Krasts  | Tartu2024 | a 4"     |
| 3    | Callum Macleod | Abloc CT  | a 8"     |

### 2ª tappa
- 13 aprile: Sassay > Selommes – 163,5 km

Risultati
| Pos. | Corridore           | Squadra   | Tempo    |
| ---- | ------------------- | --------- | -------- |
| 1    | Jarne Van De Paar   | Lotto DT  | 3h40'42" |
| 2    | Nicklas A. Pedersen | ColoQuick | s.t.     |
| 3    | Gust Lootens        | Soudal DT | s.t.     |

| Pos. | Corridore      | Squadra   | Tempo    |
| ---- | -------------- | --------- | -------- |
| 1    | Tim Marsman    | Metec     | 7h11'10" |
| 2    | Alekss Krasts  | Tartu2024 | a 4"     |
| 3    | Callum Macleod | Abloc CT  | a 8"     |

### 3ª tappa
- 14 aprile: Fréteval > Vendôme - 178 km

Risultati
| Pos. | Corridore          | Squadra  | Tempo    |
| ---- | ------------------ | -------- | -------- |
| 1    | Jakob Söderqvist   | Svezia   | 4h12'20" |
| 2    | Lucas Grolier      | Vendée U | a 2"     |
| 3    | F. Lecamus-Lambert | Rouen 76 | s.t.     |

| Pos. | Corridore        | Squadra   | Tempo     |
| ---- | ---------------- | --------- | --------- |
| 1    | Tim Marsman      | Metec     | 11h23'39" |
| 2    | Callum Macleod   | Abloc CT  | a 8"      |
| 3    | Warre Vangheluwe | Soudal DT | a 53"     |

### 4ª tappa
- 15 aprile: Vernou-en-Sologne > Vernou-en-Sologne – 197 km

Risultati
| Pos. | Corridore         | Squadra     | Tempo    |
| ---- | ----------------- | ----------- | -------- |
| 1    | Jesper Rasch      | Abloc CT    | 4h13'13" |
| 2    | Jarne Van De Paar | Lotto DT    | s.t.     |
| 3    | William Tidball   | Saint Piran | s.t.     |

| Pos. | Corridore        | Squadra   | Tempo     |
| ---- | ---------------- | --------- | --------- |
| 1    | Tim Marsman      | Metec     | 15h36'52" |
| 2    | Callum Macleod   | Abloc CT  | a 8"      |
| 3    | Warre Vangheluwe | Soudal DT | a 53"     |

### 5ª tappa
- 16 aprile: Blois > Blois – 97,5 km

Risultati
| Pos. | Corridore        | Squadra       | Tempo    |
| ---- | ---------------- | ------------- | -------- |
| 1    | Jasper Dejaegher | Circus        | 2h05'23" |
| 2    | Lucas Boniface   | Vendée U      | s.t.     |
| 3    | Thimo Willems    | VolkerWessels | a 2"     |

| Pos. | Corridore        | Squadra   | Tempo     |
| ---- | ---------------- | --------- | --------- |
| 1    | Tim Marsman      | Metec     | 17h42'24" |
| 2    | Callum Macleod   | Abloc CT  | a 3"      |
| 3    | Warre Vangheluwe | Soudal DT | a 48"     |

## Evoluzione delle classifiche
| Tappa             | Vincitore         | Classifica generale Maglia gialla | Classifica a punti Maglia verde | Classifica scalatori Maglia a pois blu | Classifica giovani Maglia blu e nera | Classifica a squadre   |
| ----------------- | ----------------- | --------------------------------- | ------------------------------- | -------------------------------------- | ------------------------------------ | ---------------------- |
| 1ª                | Tim Marsman       | Tim Marsman                       | Tim Marsman                     | Callum Macleod                         | Alekss Krasts                        | Tartu2024 Cycling Team |
| 2ª                | Jarne Van De Paar | Tim Marsman                       | Nicklas Amdi Pedersen           | Callum Macleod                         | Alekss Krasts                        | Tartu2024 Cycling Team |
| 3ª                | Jakob Söderqvist  | Tim Marsman                       | Nicklas Amdi Pedersen           | Callum Macleod                         | Warre Vangheluwe                     | Abloc CT               |
| 4ª                | Jesper Rasch      | Tim Marsman                       | Jarne Van De Paar               | Callum Macleod                         | Warre Vangheluwe                     | Abloc CT               |
| 5ª                | Jasper Dejaegher  | Tim Marsman                       | Jarne Van De Paar               | Callum Macleod                         | Warre Vangheluwe                     | Abloc CT               |
| Classifica finale | Classifica finale | Tim Marsman                       | Jarne Van De Paar               | Callum Macleod                         | Warre Vangheluwe                     | Abloc CT               |

Maglie indossate da altri ciclisti in caso di due o più maglie vinte
- Nella 2ª tappa Warre Vangheluwe ha indossato la maglia verde al posto di Tim Marsman.

## Classifiche finali

### Classifica generale - Maglia gialla
| Pos. | Corridore           | Squadra     | Tempo     |
| ---- | ------------------- | ----------- | --------- |
| 1    | Tim Marsman         | Metec       | 17h42'24" |
| 2    | Callum Macleod      | Abloc CT    | a 3"      |
| 3    | Warre Vangheluwe    | Soudal DT   | a 48"     |
| 4    | Jarne Van De Paar   | Lotto DT    | a 1'09"   |
| 5    | William Tidball     | Saint Piran | a 1'12"   |
| 6    | Jordan Labrosse     | AG2R U23    | s.t.      |
| 7    | George Jackson      | Bolton      | s.t.      |
| 8    | Nicklas A. Pedersen | ColoQuick   | a 1'13"   |
| 9    | Lucas Boniface      | Vendée U    | a 1'15"   |
| 10   | Axel Huens          | Circus      | a 1'17"   |

### Classifica a punti - Maglia verde
| Pos. | Corridore           | Squadra     | Punti |
| ---- | ------------------- | ----------- | ----- |
| 1    | Jarne Van De Paar   | Lotto DT    | 32    |
| 2    | Nicklas A. Pedersen | ColoQuick   | 30    |
| 3    | William Tidball     | Saint Piran | 24    |
| 4    | Lucas Boniface      | Vendée U    | 23    |
| 5    | Tim Marsman         | Metec       | 16    |

### Classifica scalatori - Maglia a pois
| Pos. | Corridore      | Squadra       | Punti |
| ---- | -------------- | ------------- | ----- |
| 1    | Callum Macleod | Abloc CT      | 12    |
| 2    | Henry Lawton   | AG2R U23      | 5     |
| 3    | George Jackson | Bolton        | 4     |
| 4    | Thimo Willems  | VolkerWessels | 4     |
| 5    | Clément Petit  | VC Rouen      | 4     |

### Classifica giovani - Maglia blu e nera
| Pos. | Corridore         | Squadra     | Tempo     |
| ---- | ----------------- | ----------- | --------- |
| 1    | Warre Vangheluwe  | Soudal DT   | 17h43'12" |
| 2    | Jordan Labrosse   | AG2R U23    | a 24"     |
| 3    | Axel Huens        | Circus      | a 29"     |
| 4    | Jack Rootkin-Gray | Saint Piran | a 30"     |
| 5    | Sacha Prestianni  | Circus      | a 37"     |

### Classifica a squadre
| Pos. | Squadra                    | Tempo     |
| ---- | -------------------------- | --------- |
| 1    | Abloc CT                   | 53h10'09" |
| 2    | Circus-ReUz-Technord       | a 1'07"   |
| 3    | VolkerWessels Cycling Team | a 1'16"   |
| 4    | Saint Piran                | s.t.      |
| 5    | Elkov-Kasper               | a 1'28"   |